# Preganziol
Preganziol är en ort och kommun i provinsen Treviso i regionen Veneto i Italien. Kommunen hade 16 891 invånare (2018).